# Roland Magdane
Roland Magdane est un humoriste, chanteur et acteur français né le 3 juillet 1949 à Grenoble (Isère).

## Biographie

### Jeunesse et débuts
Né dans une famille d'origine polonaise, il entame des études de médecine à Grenoble, qu'il abandonne pour monter à Paris en 1967.
Il commence sa carrière comme chanteur des rues, brocanteur au marché de Vanves, vendeur de pantalons, mais également comme chauffeur du mime Marceau,. Parallèlement à ses activités, il entre au cours Simon, où il suit une formation d'acteur dramatique.
Il participe[Quand ?] sur France Inter au concours « La fine fleur de la chanson française » de Luc Bérimont sous le nom de Roland Godefroy  avec Lève-toi Guillaume. Sélectionné parmi les quatre finalistes, il s'incline devant Yves Simon et Hervé Cristiani, lequel remportera en 1980 le concours avec la chanson Il est libre Max.
En 1970, il est engagé par Jacques Charon pour la pièce Quatre pièces sur jardin de Pierre Barillet et Grédy, au théâtre des Bouffes-Parisiens, avec Sophie Desmarets et Jean Richard. En 1972, il obtient l'un de ses premiers rôles dans J'ai confiance en la justice de mon pays, une pièce d'Alain Scoff au théâtre Mouffetard. En 1973, sous la direction d'Annie Noël, il interprète un montage de textes de Boris Vian.
En 1977, il rejoint la comédie musicale La Compagnie de Michel Fugain.

### Succès en solo
En 1978, Roland Magdane monte pour la première fois sur scène en solo et triomphe avec son premier seul en scène au café-théâtre, La Cour des miracles.
En 1979, il entame une carrière d'humoriste à la télévision française dans l'équipe de Stéphane Collaro, avec l'émission Collaro Show (dont il compose le générique). Il y reste un an.
En 1982, il est l'invité spécial au cinquième anniversaire du festival Juste pour rire à Montréal ; une émission spéciale d'une heure est diffusée sur le réseau de télévision francophone Radio-Canada.
En 1983, il se produit à l'Olympia. Suivent cinq ans d'intenses activités avec de nombreux spectacles, émissions de télévision et tournées.

### Carrière américaine
En 1986, Roland Magdane frôle la mort lors d'un accident de la route, au volant de sa Ferrari qui finit encastrée sous un camion,,. Il décide de faire une pause d'un an et part aux États-Unis.
En septembre 1986, il passe à Los Angeles une audition au Comedy Store, un théâtre sur Sunset Boulevard. Il est engagé et se produit pour un spectacle de vingt minutes en anglais ; il y reste un an.
En 1989, il participe à Los Angeles à l'émission de variétés Star Search sur NBC animée par Ed McMahon, lors de laquelle il est élu « Meilleur comique étranger ». Puis, il rencontre Sonny Grosso, à l'origine du succès mondial du film French Connection avec Gene Hackman. Grosso écrit un nouveau projet de série pour la télévision américaine et choisit Roland Magdane pour interpréter le rôle de René, un flic français dans Paire d'as sur CBS en 1988. Il passe neuf ans à tourner aux États-Unis avant de revenir en France.[réf. nécessaire]

### Retour en France

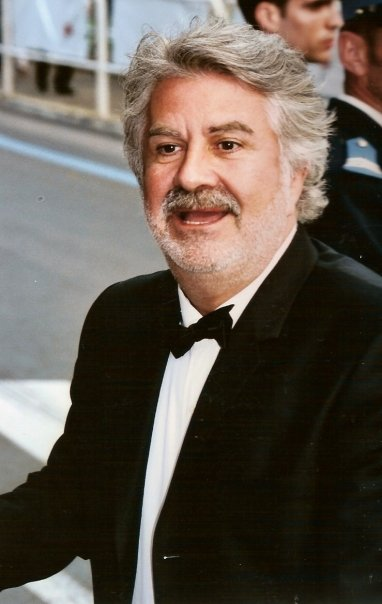
Roland Magdane au festival de Cannes 2005.

En 1990, Roland Magdane sort un album de chansons, Brother, réalisé avec l'auteur-compositeur Patrick Roffé. Cependant, la sortie de l'album coïncide avec la guerre du Golfe et passe totalement inaperçue. En 1995, neuf ans après son départ pour les États-Unis, il revient à Paris,.
Il fait son retour sur scène au théâtre Déjazet à Paris avec son one-man show Magdane craque !, produit par Jean-Claude Camus, qui tourne pendant deux ans.

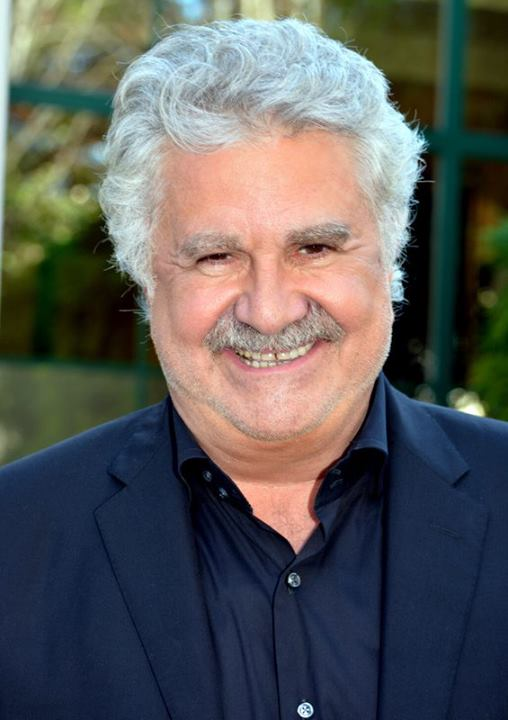
Roland Magdane en 2013.

À la télévision, il joue notamment en 1998 dans Le Choix d'une mère de Jacques Malaterre et en 1999 dans Une sirène dans la nuit de Luc Bolland. En 2000, Jean Becker lui offre ses plus beaux rôles au cinéma aux côtés de Jacques Villeret dans Les Enfants du marais, et en 2001 dans Un crime au Paradis. En 2005, il co-écrit avec le réalisateur Laurent Firode son premier scénario pour le téléfilm Comment lui dire. Diffusé en décembre 2006 sur France 2, celui-ci sera vu par 6 millions de téléspectateurs.
Le 3 septembre 2007 sur M6, il revient dans un rôle inattendu, celui d'animateur de jeu télévisé dans l'émission Êtes-vous plus fort qu'un élève de 10 ans ?. Il est préféré à Mac Lesggy, Laurent Boyer et Stéphane Rotenberg. Mais le jeu est rapidement déprogrammé, faute d'audience,.
En 2007, pour ses trente ans de carrière, il présente le spectacle Magdane Best Of au théâtre Déjazet. La même année, il devient le parrain de l'Institut régional du cinéma et de l'audiovisuel corse (IRCA) présidé par le réalisateur Magà Ettori.
En 2010, il présente son nouveau spectacle, Attention c'est show, au théâtre des Nouveautés à Paris. En 2011, il retrouve les États-Unis en présentant son spectacle au Colony Theatre, un théâtre à Miami. En 2010 et 2011, il fait une tournée de plus de 150 étapes en France, Belgique et en Suisse.
En 2012, il est au Palace à Paris avec son spectacle Attention c'est show et aussi au festival Off d'Avignon au théâtre Le Capitole.
À partir du mois d'octobre 2014, il participe à la tournée Les Éternels du Rire qui se produit dans toute la France jusqu'à la mi-décembre.
Le 22 mars 2018, l'émission Envoyé spécial diffuse un reportage sur le plagiat dans l'univers des comiques, dans lequel Roland Magdane est, avec d'autres humoristes français, mis en cause. Le reportage reprend le travail d'un youtubeur anonyme, CopyComic, qui montre vidéo à l'appui les « emprunts » de Magdane à George Carlin et Bill Cosby.

### Vie privée
Roland Magdane est marié à Marie-Claude. Il a deux enfants : Sébastien (né en 1969) et Cannelle (née en 1981). Il habite dans le sud de la France, après avoir habité à Ajaccio à partir de 2008.

## Théâtre
- 1970 :  Quatre pièces sur jardin de Pierre Barillet et Grédy, mise en scène Jacques Charon, théâtre des Bouffes-Parisiens
- 1973 : J'ai confiance en la justice de mon pays d'Alain Scoff, mise en scène de l'auteur, théâtre Mouffetard

- 1977 : La Compagnie, comédie musicale de Michel Fugain
- 1978 : One-man-show, La Cour des miracles

- 1992 : Rire
- 1996 : Du vent dans la tête
- 2001 : Magdane Show
- 2005 : Magdane craque !
- 2007 : Magdane Best of
- 2010 : Attention, c'est show
- 2014 : Rire !
- 2016 : Les Plus Grands Sketchs
- 2019 : Déjanté
- 2020 : Histoire de fou
- 2021 : Ma femme et moi
- 2022 : La vie à deux, c'est merveilleux
- Depuis 2023 : Best of

## Filmographie

### Cinéma
- 1980 : Cherchez l'erreur... de Serge Korber : Paul
- 1986 : Mariage blanc de Peter Kassovitz
- 1999 : Les Enfants du marais : Félix
- 2001 : Un crime au Paradis : le patron du café
- 2002 : Le Pacte : François
- 2011 : La Marche de l'enfant-roi de Magà Ettori : le prince Jacques Stuart
- 2012 : Crimes en sourdine de Joël Chalude : le producteur

### Télévision
- 1979 - 1981 : Collaro Show
- 1987 : Paire d'as : René Francour (VF : Gérard Hernandez)
- 1988 : Two of Diamonds (en) : René
- 1993 : Les Cordier, juge et flic, épisode L'Œil du Cyclope : Millard
- 1997 : Une patronne de charme : le docteur Sabatier
- 1997 : Navarro, épisode Le Parfum du danger : Dimitri Povarevski
- 1998 : Une sirène dans la nuit : Jean
- 1998 : Le Choix d'une mère de Jacques Malaterre et Tom Collins : Christian
- 1999 : L'Arlésien : François Ferrand
- 2001 : Le Regard de l'autre : Antoine Meyer
- 2001 : Cavalcade : Julien Faraday
- 2003 - 2008 : Le Tuteur : François Etchegarray
- 2004 : Moitié-moitié de Laurent Firode : Michel Hornoy
- 2005 : Mis en bouteille au château  : Marc
- 2006 : Comment lui dire : Gérard
- 2007 : Êtes-vous plus fort qu'un élève de 10 ans ? (jeu télévisé) : présentation
- 2009 : Camping Paradis, épisode  Trois étoiles au camping : Antoine Belcier
- 2011 : Midi et Soir : Alexandre
- 2014 : Parents mode d'emploi, saisons 3 et 4 : Jean-Pierre, le père de Gaby
- 2018 : Joséphine, ange gardien, épisode  Un Noël recomposé : Roger

## Discographie
- 1974 : Sur les boulevards (45t)
- 1975 : La Fille qui vendait (45t)
- 1980 : Enregistrement public (live)
- 1980 : Joyeux Noël (45t, live)
- 1981 : Les Rois des fous (45t, live)
- 1981 : Enregistrement public 2 (live)
- 1982 : Enregistrement public 3 (live)
- 1982 : J'suis suisse (45t, live)
- 1982 : Le Repas du célibataire (45t, live)
- 1983 : Enregistrement public 4 (live)
- 1983 : Pas l'temps (d'aller voir la mer) (45t)
- 1984 : Enregistrement public 5 - De A à Z (live)
- 1990 : Jolie l'angoisse / Brother (single)
- 1990 : Sans restriction (album)
- 1992 : Rire (live)

## Répertoire

### Sketches
- Joyeux Nöel
- Je récapépette (depuis le bédu)
- Le Petit Jésus
- L'Épicier
- La Féminité
- La Nuit
- La Réincarnation
- Les Gens en voiture
- Les Organes
- René
- Le Jeu de cartes
- L'Alphabet
- La Lettre
- Le Défaut de prononciation
- La Tarte aux pruneaux
- Journal télévisé
- Isabelle

### Magdane Show(2001)
- Les Modes d'emploi
- Le Réveil électronique
- La Revue de presse
- Le Merdier (inspiré d'un sketch de George Carlin)
- Les Questions (inspirées de celles de Pierre Légaré)
- Benoit
- La Foire
- Le Bonheur
- Essayage de pantalon
- Les Grandes Surfaces
- Le Barbecue
- Le Dentiste (inspiré d'un sketch de Bill Cosby, « Bill Cosby Himself »)
- Le Père Duchesne

### Magdane craque!(2005)
- La Solitude
- L'Adolescent
- Le Gendre
- Un miroir et du miel
- Le Régime
- Au cinéma
- Le Cœur ailleurs
- Se lever sans bruit
- Le Zoo
- Le Sport
- En avion
- Le Bus
- À l'hôtel
- Les Poils
- La Planche à voile
- La Route des vins
- Le Voyage immobile
- La Terrasse
- La Réincarnation

## Distinctions
- En 1989, Roland Magdane est élu « Meilleur comique étranger » dans l'émission de variétés Star Search sur NBC[1].